# Jarell Quansah
Jarell Amorin Quansah (sinh ngày 29 tháng 1 năm 2003) là một cầu thủ bóng đá chuyên nghiệp người Anh thi đấu ở vị trí trung vệ cho câu lạc bộ Bayer Leverkusen tại Bundesliga. Quansah gia nhập Liverpool ở tuổi lên 5, từ Woolston Rovers ở quê nhà Warrington.

## Sự nghiệp câu lạc bộ
Quansah ký hợp đồng chuyên nghiệp đầu tiên với Liverpool vào ngày 4 tháng 2 năm 2021. Trong mùa giải 2020–21, anh là đội trưởng của đội U18 Liverpool tham dự trận chung kết FA Youth Cup, cùng với các cầu thủ như Billy Koumetio, Melkamu Frauendorf, Max Woltman, Conor Bradley và Luke Chambers.
Mùa giải tiếp theo, anh là đội trưởng của đội U19 Liverpool tham dự UEFA Youth League, đồng thời chơi cho đội dự bị ở Premier League 2 và đóng vai trò quan trọng trong chiến thắng của đội tại Lancashire Senior Cup.
Quansah sau đó đã có lần đầu tiên xuất hiện trong danh sách đội hình chính của Liverpool ở Premier League và EFL Cup, tuy nhiên không được vào sân trong cả hai trận chung kết cúp quốc nội khi Liverpool giành chiến thắng.
Vào ngày 20 tháng 1 năm 2023, Quansah gia nhập câu lạc bộ Bristol Rovers của League One theo dạng cho mượn đến hết mùa giải. Anh ra mắt đội một vào ngày 28 tháng 1, chơi trọn vẹn trận thua 5-1 trước Morecambe, gây ấn tượng mặc dù kết quả không tốt. Sau màn trình diễn ấn tượng trong trận hòa 0-0 với Ipswich Town, huấn luyện viên Joey Barton của Rovers dự đoán Quansah sẽ tiến đến cấp cao nhất của trò chơi, đồng thời ca ngợi khả năng chơi bóng của anh là một tài sản quan trọng. Vào ngày 18 tháng 3, anh đã nhận thẻ đỏ đầu tiên trong sự nghiệp vì hành vi bạo lực trong những phút cuối trận thua 2-0 trên sân nhà trước Portsmouth.
Vào ngày 27 tháng 8 năm 2023, Quansah đã có trận ra mắt chuyên nghiệp cho Liverpool, vào sân thay người cho Joël Matip trong chiến thắng 2-1 trước Newcastle United. Vào ngày 16 tháng 9 năm 2023, anh có trận đá chính đầu tiên cho câu lạc bộ trong chiến thắng 1-3 trước Wolverhampton Wanderers, sau đó anh có đường kiến tạo đầu tiên cho Diogo Jota trong trận đấu tại Carabao Cup gặp Leicester City vào ngày 27 tháng 9 năm 2023.

## Sự nghiệp quốc tế
Quansah đủ điều kiện chơi cho cả Anh, Scotland, Ghana và Barbados thông qua ông bà của mình. Lần đầu tiên anh chơi cho các đội trẻ của Anh, từ cấp độ U16 đến U19.
Vào tháng 6 năm 2022, Quansah được triệu tập vào đội tuyển U19 Anh tham dự Giải vô địch U19 châu Âu 2022. Ra sân ở tất cả các trận đấu với tư cách là một trung vệ trong giải đấu ở Slovakia, anh đã đóng vai trò quan trọng trong chiến dịch thành công của Anh. Đáng chú ý nhất là anh đã ghi bàn thắng quyết định trong chiến thắng 2-1 ở bán kết trước Ý. Vào ngày 1 tháng 7 năm 2022, Quansah đá chính trong trận chung kết và có pha kiến tạo cho Callum Doyle ghi bàn gỡ hòa, giúp Anh đánh bại Israel 3-1 trong hiệp phụ để giành chức vô địch. Màn trình diễn của anh trong giải đấu đã giúp anh được đưa vào đội hình tiêu biểu của giải đấu do UEFA lựa chọn.
Quansah đã có trận ra mắt đội tuyển U20 Anh trong chiến thắng 2-0 trước Đức tại Manchester vào ngày 22 tháng 3 năm 2023.
Vào ngày 10 tháng 5 năm 2023, Quansah được triệu tập vào đội tuyển U20 Anh tham dự Giải vô địch bóng đá U-20 thế giới 2023.

## Thống kê sự nghiệp
Tính đến 19 tháng 5 năm 2025
| Câu lạc bộ            | Mùa giải            | Giải đấu            | Giải đấu | Giải đấu | Cúp quốc gia | Cúp quốc gia | Cúp liên đoàn | Cúp liên đoàn | Châu Âu | Châu Âu | Khác | Khác | Tổng cộng | Tổng cộng |
| Câu lạc bộ            | Mùa giải            | Hạng đấu            | Trận     | Bàn      | Trận         | Bàn          | Trận          | Bàn           | Trận    | Bàn     | Trận | Bàn  | Trận      | Bàn       |
| --------------------- | ------------------- | ------------------- | -------- | -------- | ------------ | ------------ | ------------- | ------------- | ------- | ------- | ---- | ---- | --------- | --------- |
| U-21 Liverpool        | 2021–22             | —                   | —        | —        | —            | —            | —             | —             | —       | —       | 2    | 0    | 2         | 0         |
| U-21 Liverpool        | 2022–23             | —                   | —        | —        | —            | —            | —             | —             | —       | —       | 2    | 0    | 2         | 0         |
| U-21 Liverpool        | Tổng cộng           | Tổng cộng           | —        | —        | —            | —            | —             | —             | —       | —       | 4    | 0    | 4         | 0         |
| Bristol Rovers (mượn) | 2022–23             | League One          | 16       | 0        | —            | —            | —             | —             | —       | —       | —    | —    | 16        | 0         |
| Liverpool             | 2023–24             | Premier League      | 17       | 2        | 4            | 0            | 5             | 0             | 7       | 1       | —    | —    | 33        | 3         |
| Liverpool             | 2024–25             | Premier League      | 13       | 0        | 2            | 0            | 6             | 0             | 4       | 0       | —    | —    | 25        | 0         |
| Liverpool             | Tổng cộng           | Tổng cộng           | 30       | 2        | 6            | 0            | 11            | 0             | 11      | 1       | —    | —    | 58        | 3         |
| Bayer Leverkusen      | 2025–26             | Bundesliga          | 0        | 0        | 0            | 0            | —             | —             | 0       | 0       | —    | —    | 0         | 0         |
| Tổng cộng sự nghiệp   | Tổng cộng sự nghiệp | Tổng cộng sự nghiệp | 46       | 2        | 6            | 0            | 11            | 0             | 11      | 1       | 4    | 0    | 78        | 3         |

1. ↑  Bao gồm FA Cup, DFB-Pokal
2. ↑  Bao gồm EFL Cup
3. 1 2  Số lần ra sân tại EFL Trophy
4. ↑  Số lần ra sân tại UEFA Europa League
5. ↑  Số lần ra sân tại UEFA Champions League

## Danh hiệu
Đội trẻ Liverpool
- Lancashire Senior Cup: 2022[10][11]

Liverpool
- Premier League: 2024–25[40]
- EFL Cup: 2023–24[41]

U-19 Anh
- UEFA European Under-19 Championship: 2022[34][35]